# Сан-Віто-Ло-Капо
Сан-Віто-Ло-Капо (італ. San Vito Lo Capo, сиц. San Vitu) — муніципалітет в Італії, у регіоні Сицилія,  провінція Трапані.
Сан-Віто-Ло-Капо розташований на відстані близько 420 км на південь від Рима, 55 км на захід від Палермо, 27 км на північний схід від Трапані.
Населення — 4637 осіб (2014).

## Демографія
Населення за роками:

Станом на 1 січня 2023 року в муніципалітеті офіційно проживало 227 іноземців з 35 країн, серед них 71 громадянин країн Євросоюзу та 2 громадяни України.

## Сусідні муніципалітети
- Кастелламмаре-дель-Гольфо
- Кустоначі

## Адміністрація муніципалітету
- Офіційний сайт: http://www.comune.sanvitolocapo.tp.it/